# 서울대림초등학교
서울대림초등학교는 대한민국 서울특별시 동작구에 있는 공립 초등학교다.

## 학교 연혁
- 1974년 4월 2일 서울대림국민학교로 개교
- 1975년 4월 30일 본관 4교실 증축 준공
- 1996년 3월 2일 서울대림초등학교로 교명 개칭
- 2009년 11월 29일 신관 태양광 발전시설 설치
- 2010년 10월 31일 급식실 리모델링
- 2012년 10월 8일 운동장 및 배수로 정비공사
- 2013년 2월 15일 제 36회 졸업식
- 2013년 3월 1일 48학급 편성
- 2014년 9월 한 마음 대 운동회가 열림 (서울공업고등학교에서 개최)
- 2014년 12월 9일 피뢰침 공사
- 2019년 3월 1일 47학급 편성
- 2020년 3월 1일 한철수 교장 부임
- 2020년 4월 대강당 설치공사 시작
- 2023년 9월 소체육운동회가 열림 (운동장에서 개최)
- 2024년 4월 2일 개교 50주년
- 2024년 7월 교장, 교감 교체
- 2024년 8월 흡연예방교육 실시

## 참고 자료
- 서울대림초등학교 - 한국교육학술정보원 학교알리미